# Фиалка одноцветковая
Фиа́лка одноцветковая (лат. Viola uniflora) — вид двудольных растений рода Фиалка (Viola) семейства Фиалковые (Violaceae). Впервые описан Карлом Линнеем.

## Ботаническое описание
Многолетнее травянистое растение высотой до 20 см. Имеет одиночный прикорневой лист, широкопочковидной формы, с сердцевидным основанием, по краю крупнозубчатый.
3 стеблевых листа собраны в верхней части стебля, по краю крупнозубчатые. Листовые пластины овальной или сердцевидной формы с вытянутой верхушкой.
Одиночные цветки (редко два), расположены в пазухе второго листа на короткой цветоножке, крупные, до 3 см шириной, желтые, с темными жилками. Чашелистики косоовальные или продолговатые, 5-7 мм длины. Цветет в третьей декаде мая, плодоносит в конце июля — начале августа. Коробочки продолговатые, 12-17 мм длины.

## Распространение и среда обитания
Растёт в лиственных, травяно-моховых и смешанных лесах, редколесьях, тундрах, среди кустарников, на лугах, луговых склонах, торфяниках, по берегам рек и ручьев.
Встречается на юге Западной (Республика Алтай) и Восточной Сибири, Приамурье, в Монголии.

## Действующие вещества
Надземная часть содержит флавоноиды, фенолкарбоновые кислоты (салициловая).

## Применение в медицине
В Сибири используют в народной медицине при нервных болезнях, при судорогах у детей и рожениц.